# Tonlager

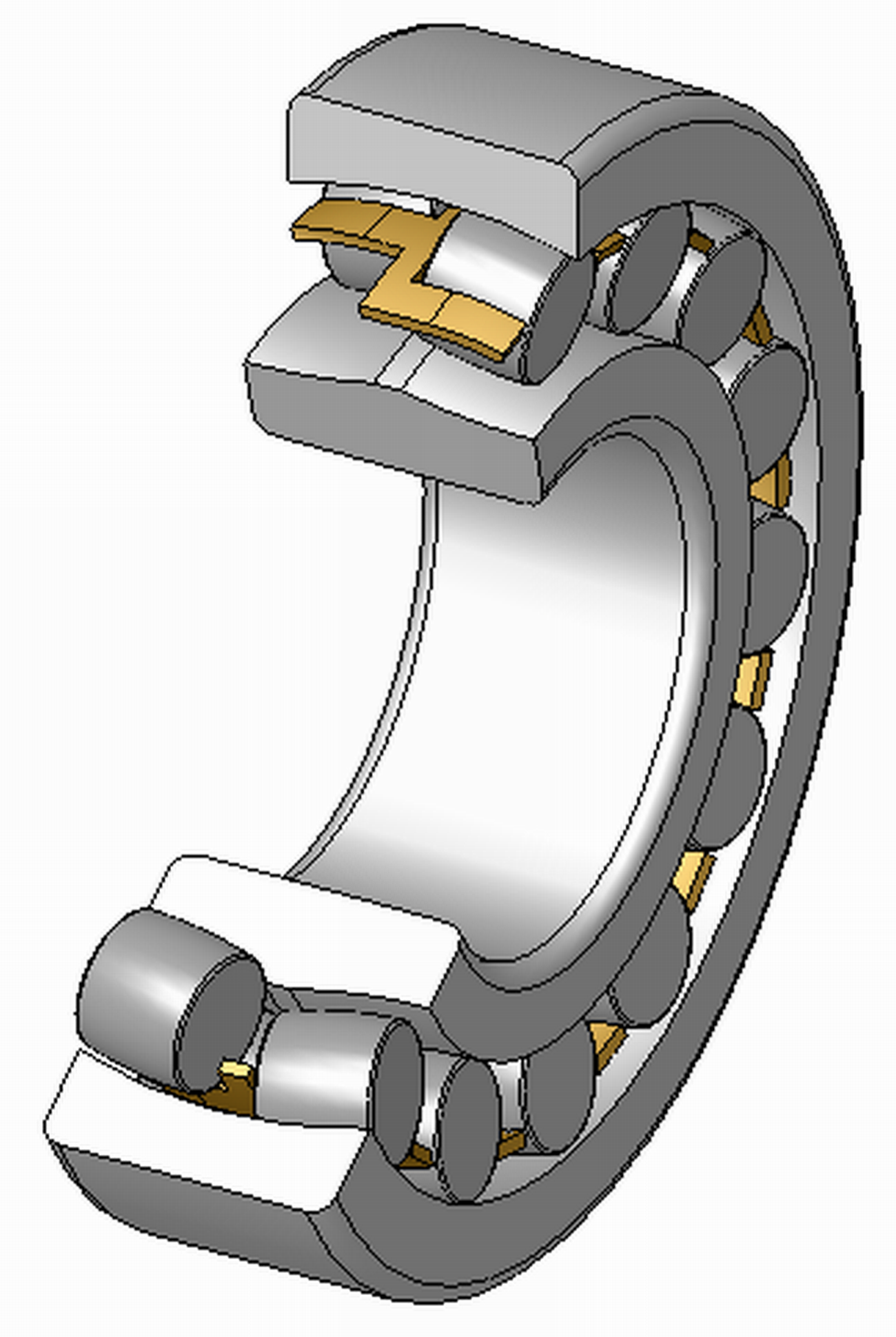
Opengewerkte tekening van een tweerijig tonlager

Een tonlager is een rollend lager met tonvormige rollichamen. Een tonlager is bestand tegen hoekverdraaiingen maar kan geen axiale verplaatsingen opvangen.
Tweerijige tonlagers hebben twee rijen rollen met een gemeenschappelijke bolvormige loopbaan in de buitenring. De twee loopbanen van de binnenring staan schuin ten opzichte van de lageras. Deze lagers kunnen zich instellen en zijn daardoor niet gevoelig voor scheefstelling van de as ten opzichte van het lagerhuis en door doorbuiging van de as. Ze kunnen behalve radiale belasting (in mindere mate) ook axiale belastingen opnemen in beide richtingen.
Bij een axiaal tonlager of tontaatslager worden de belastingen onder een scherpe hoek overgebracht. Radiale belastingen kunnen worden opgenomen in combinatie met gelijktijdig optredende axiale belastingen. Door de instelbaarheid is dit lager ongevoelig voor doorbuiging van de as of scheefstelling van de as ten opzichte van het lagerhuis. Ze zijn zeer geschikt voor axiale belastingen en zijn uitneembaar.

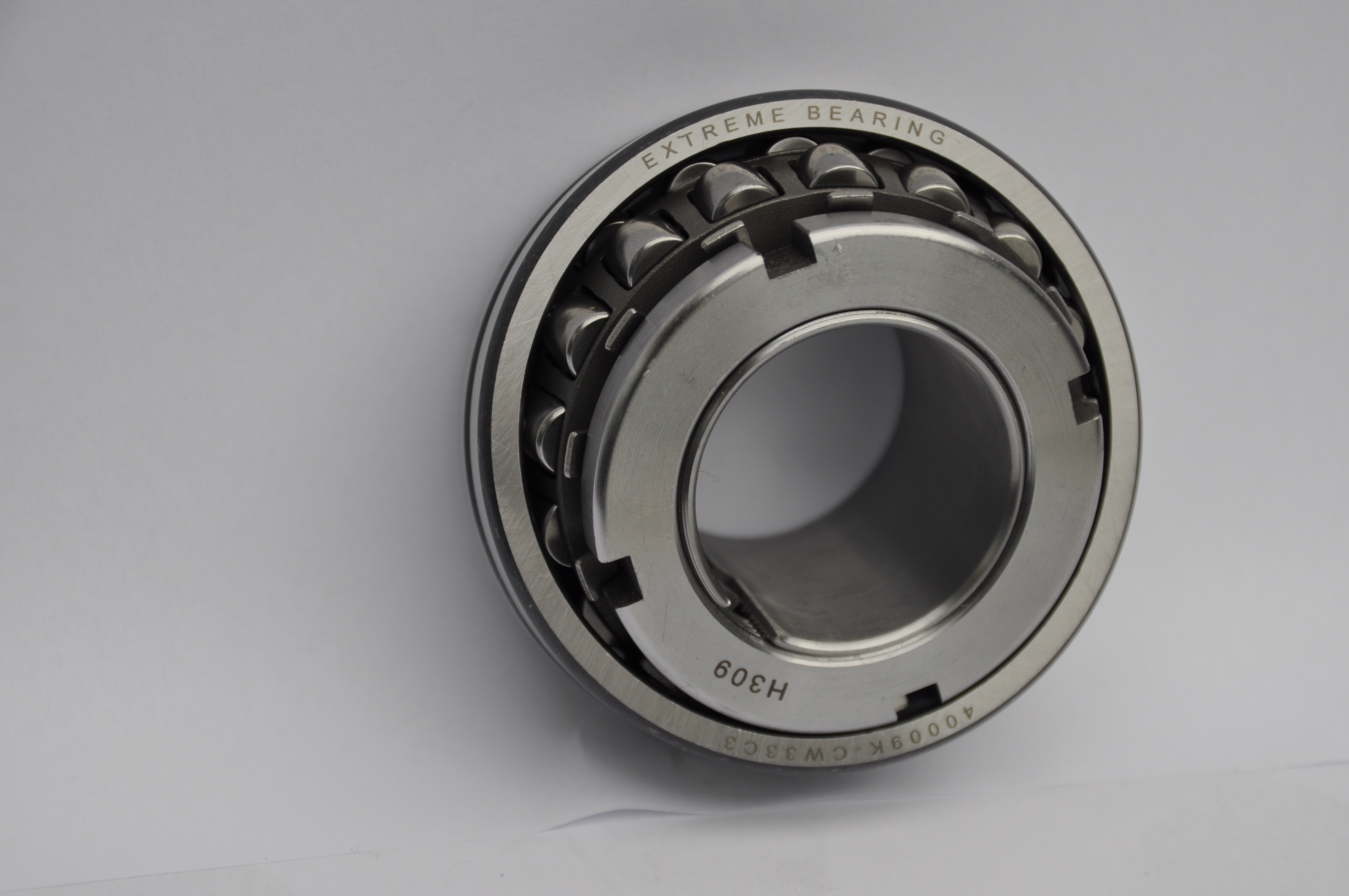
Extreme Bearing conisch tonlager met trekbus